# Uroptychus cartesi
Uroptychus cartesi is een tienpotigensoort uit de familie van de Chirostylidae. De wetenschappelijke naam van de soort is voor het eerst geldig gepubliceerd in 2012 door Baba & Macpherson.